# Дешанель, Калеб
Джо́зеф Ка́леб Дешане́ль (англ. Joseph Caleb Deschanel; род. 21 сентября 1944 года, Филадельфия, Пенсильвания, США) — американский кинооператор и режиссёр. Шесть раз на протяжении 35 лет (1984—2019) был номинирован на премию «Оскар» за лучшую работу оператора.

## Биография
Отец — француз, мать — американка, вырастившая сына в квакерских традициях. Учился в Университете Джонса Хопкинса (1962—1966), затем — в Школе киноискусства при Университете Южной Калифорнии в Лос-Анджелесе. Выступал также как режиссёр, в том числе — в нескольких эпизодах сериала Дэвида Линча «Твин Пикс», а также одного эпизода в сериале «Кости».
Член студии American Zoetrope, которую основали Фрэнсис Форд Коппола и Джордж Лукас.
Жена — актриса Мэри Джо Дешанель (урожденная Уэйр), дочери — актриса и продюсер Эмили Дешанель, актриса и певица Зоуи Дешанель.

## Избранная фильмография

### Оператор
- 1969: Лэнтон Миллс / Lanton Mills (реж. Теренс Малик, короткометражка)
- 1979: Будучи там / Being There (реж. Хэл Эшби)
- 1979: Чёрный скакун / The Black Stallion (реж. Кэрролл Бэллард)
- 1982: Let’s Spend the Night Together (реж. Хэл Эшби, документальный)
- 1983: Парни что надо / The Right Stuff (реж. Филип Кауфман)
- 1984: Самородок / The Natural (реж. Барри Левинсон)
- 1985: Жена бейсболиста / The Slugger’s Wife (реж. Хэл Эшби)
- 1994: Счастливый случай / It could Happen to You (реж. Эндрю Бергман)
- 1996: Летите домой / Fly Away Home (реж. Кэрролл Бэллард)
- 1998: Проблески надежды / Hope Floats (реж. Форест Уитакер)
- 1999: Анна и король / Anna and the King (реж. Энди Теннант)
- 1999: Послание в бутылке / Message in a Bottle (реж. Луис Мандоки)
- 2000: Патриот / The Patriot (реж. Роланд Эммерих)
- 2003: Загнанный / The Hunted (реж. Уильям Фридкин)
- 2003: В ловушке времени / Timeline (реж. Ричард Доннер)
- 2004: Страсти Христовы / The Passion of the Christ (реж. Мел Гибсон)
- 2004: Сокровище нации / National Treasure (реж. Джон Тёртелтауб)
- 2006: Спроси у пыли / Ask the Dust (реж. Роберт Таун)
- 2008: Хроники Спайдервика / The Spiderwick Chronicles (реж. Марк Уотерс)
- 2008: Киллер / Killshot (реж. Джон Мэдден)
- 2009: Мой ангел-хранитель / My Sister’s Keeper (реж. Ник Кассаветис)
- 2011: Дом грёз / Dream House (реж. Джим Шеридан)
- 2011: Киллер Джо / Killer Joe (реж. Уильям Фридкин)
- 2012: Президент Линкольн: Охотник на вампиров / Abraham Lincoln: Vampire Hunter (реж. Тимур Бекмамбетов)
- 2012: Джек Ричер / Jack Reacher (реж. Кристофер Маккуорри)
- 2014: Любовь сквозь время / Winter’s Tale (реж. Акива Голдсман)
- 2017: Наваждение / Unforgettable (реж. Дениз Ди Нови)
- 2018: Работа без авторства / Werk ohne Autor (реж. Флориан Хенкель фон Доннерсмарк)
- 2019: Король Лев / The Lion King (реж. Джон Фавро)

### Режиссёр
- 1976: Поезда / Trains (документальная короткометражка)
- 1982: Мастер побегов / The Escape Artist
- 1988: Крузо / Crusoe
- 1990 — 1991: Твин Пикс / Twin Peaks (3 серии)
- 2005: Закон и порядок: Суд присяжных / Law & Order: Trial by Jury (3 серии)
- 2006: Убеждение / Conviction (2 серии)
- 2007: Кости / Bones (20-я серия второго сезона)

## Награды
- Берлинский кинофестиваль — «Серебряный медведь» в 1976 году за документальную короткометражку «Поезда»[4]

- Премия Американского общества кинооператоров
  - Лауреат 2001 года за фильм «Патриот»[4]
  - Лауреат 2010 года за жизненные достижения[4]

- Международный фестиваль искусства кинооператоров «Camerimage» — лауреат 2014 года за жизненные достижения[5]

## Номинации
- Премия «Оскар» за лучшую операторскую работу
  - номинация 1984 года за фильм «Парни что надо»[6]
  - номинация 1985 года за фильм «Самородок»[7]
  - номинация 1997 года за фильм «Летите домой»[8]
  - номинация 2001 года за фильм «Патриот»[9]
  - номинация 2005 года за фильм «Страсти Христовы»[10]
  - номинация 2019 года за фильм «Работа без авторства»

- Премия BAFTA за лучшую операторскую работу — номинация 1981 года за фильм «Чёрный скакун»[11]